# Messier 85
Messier 85 (auch als NGC 4382 bezeichnet) ist eine elliptische Galaxie vom Hubble-Typ E-S0 im Sternbild Haar der Berenike. Sie ist schätzungsweise 50 Millionen Lichtjahre von der Milchstraße entfernt, hat einen Scheibendurchmesser von etwa 105.000 Lj und ist Mitglied des Virgo-Galaxienhaufens.
Messier 85 wurde am 4. März 1781 von dem französischen Astronomen Pierre Méchain entdeckt.

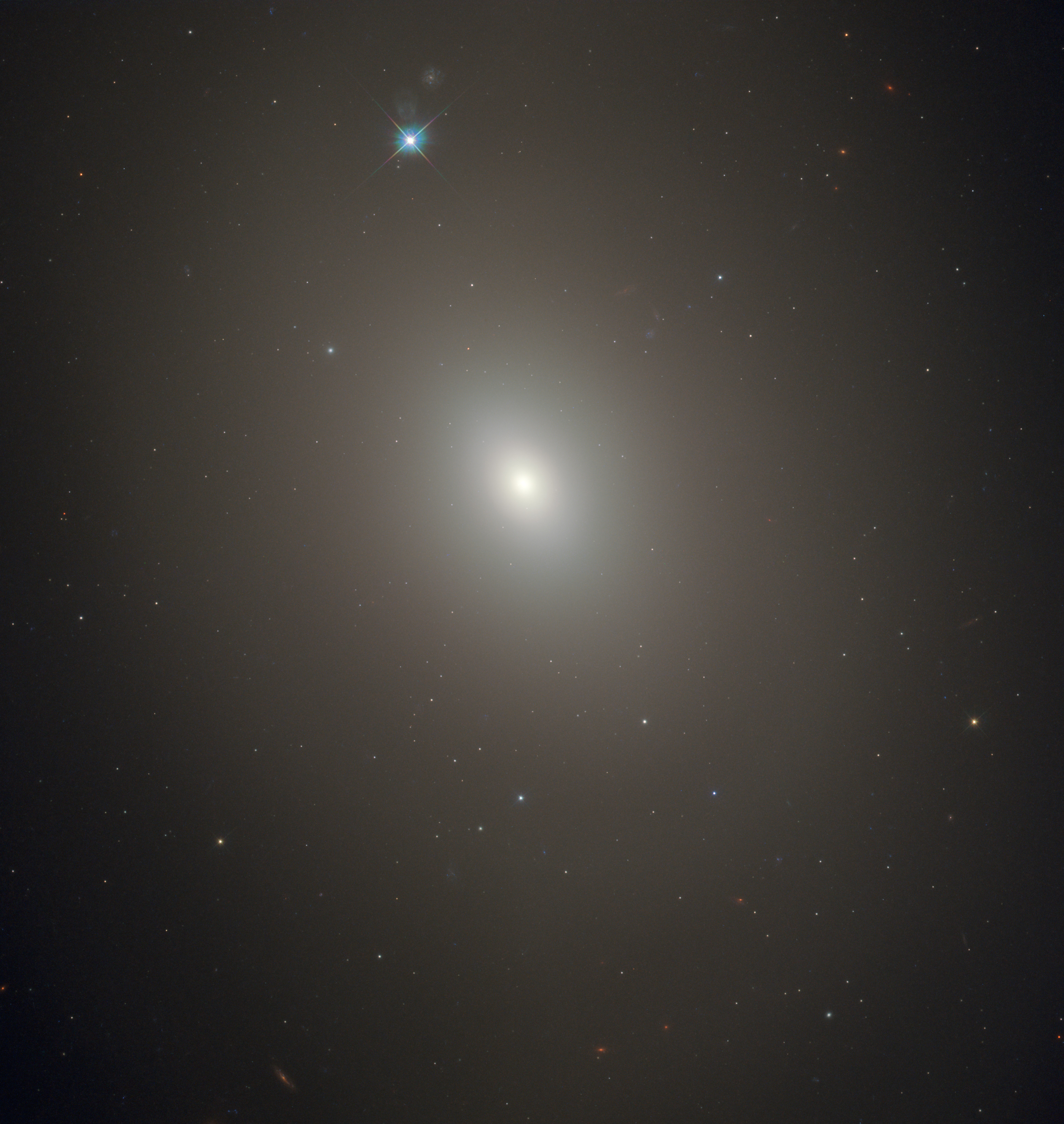
Hochaufgelöste Aufnahme des Zentrums von Messier 85, erstellt mithilfe des Hubble-Weltraumteleskops

Die linsenförmige (Hubble-Typ S0) Galaxie M 85 ist die nördlichste Galaxie des Virgo-Galaxienhaufens. Die Balken-Spiralgalaxie NGC 4394 mit einer Helligkeit von 11,2 mag, die in einer Entfernung von 8 Bogenminuten zu finden ist, scheint ein echter Begleiter von M85 zu sein, denn beide Galaxien weisen dieselbe Rotverschiebung auf, die auf eine Radialgeschwindigkeit von ca. 700 km/s schließen lässt.
Am 20. Dezember 1960 wurde in Messier 85 die Supernova SN 1960R vom Typ Ia entdeckt.